# Altai, Bayan-Ölgii
Altai (tiếng Mông Cổ: Алтай) là một sum của tỉnh Bayan-Ölgii tại miền tây Mông Cổ. Vào năm 2014, dân số của sum là 3.983 người.

## Lịch sử
Sum Altai được thành lập vào ngày 12 tháng 2 năm 1959, theo Nghị định của Đoàn chủ tịch Cộng hòa Nhân dân Mông Cổ. Trước đây nó thuộc về Jargalant và Sagsai, sau đó là cả tỉnh Khovd.

## Địa lý
Trung tâm sum, Chikhertei, nằm cách tỉnh lị Ölgii 115 km về phía tây và cách thủ đô Ulaanbaatar 1.626 km. Độ cao trung bình (tính từ mực nước biển) của sum là từ 3000 – 3500 m. Nó nằm bên dãy núi Altai. Khu vực này cũng rất giàu tài nguyên khoáng sản như vàng, kim loại màu.

### Khí hậu
Khu vực có khí hậu sa mạc lạnh. Nhiệt độ trung bình hàng năm trong khu vực là -1 °C. Tháng ấm nhất là tháng 7, khi nhiệt độ trung bình là 17 °C và lạnh nhất là tháng 1, với -21 °C. Lượng mưa trung bình hàng năm là 207 mm. Tháng mưa nhiều nhất là tháng 7, với lượng mưa trung bình 40 mm và khô nhất là tháng 2, với lượng mưa 3 mm.

## Kinh tế
Nghề nghiệp chính trong sum là nghề nông. Tính đến năm 2015 đã có 120.650 gia súc, bao gồm 10.251 gia súc, 57.106 con cừu, 6.159 con ngựa, 46.737 con dê và 397 con lạc đà. 7620 tấn cỏ khô được thu hoạch mỗi năm. Người dân địa phương trồng rau như khoai tây. 21 đơn vị kinh doanh nhỏ hoạt động trong sum kể từ năm 2015. Điện đã được cung cấp tại Altai từ năm 2001 nhờ thành lập một trạm biến áp thủy điện 10 kW, mặc dù chỉ có 50% hộ gia đình có hệ thống thoát nước.